# Ero luzonensis
Ero luzonensis är en spindelart som beskrevs av Alberto Barrion och James A. Litsinger 1995. Ero luzonensis ingår i släktet Ero och familjen kaparspindlar.
Artens utbredningsområde är Filippinerna. Inga underarter finns listade i Catalogue of Life.